# I Believe in Father Christmas (1993)
I Believe in Father Christmas è un EP del gruppo progressive rock britannico Emerson, Lake & Palmer, pubblicato dalla Victory nel 1993.
L'EP, suddiviso in due versioni, contiene i brani estratti dai 45 giri – compreso l'omonimo brano di Greg Lake –, dal box-set The Return of the Manticore e dagli album Brain Salad Surgery (1973) e Works Volume 2 (1977).

## Tracce

### Stati Uniti
Edizioni musicali Manticore Music.
1. I Believe in Father Christmas (versione su The Return of the Manticore) – 3:26 (testo: Peter Sinfield – musica: Greg Lake (strofa e ponte), Sergej Prokof'ev (ritornello[2]))
2. Jerusalem (da Brain Salad Surgery) – 2:45 (testo: William Blake (1804) – musica: Hubert Parry (1916), arr.: Emerson, Lake & Palmer)
3. When the Apple Blossoms Bloom in the Windmills of Your Mind, I'll Be Your Valentine[3] (inserito, in seguito, nell'LP Works Volume 2) – 3:55 (musica: Emerson-Lake-Palmer)

Durata totale: 10:06

### Europa
Testi di Peter Sinfield, musiche di Greg Lake e Sergej Prokof'ev; edizioni musicali Manticore Music.
1. I Believe in Father Christmas (versione su The Return of the Manticore) – 3:26
2. I Believe in Father Christmas (versione su Works Volume 2) – 3:17
3. I Believe in Father Christmas (versione su singolo[4]) – 3:31

Durata totale: 10:14

## Formazione
- Keith Emerson – tastiere
- Greg Lake – basso, chitarre, voce
- Carl Palmer – batteria